# Pfarrhaus (Aignish)
Das Pfarrhaus von Aignish ist ein ehemaliges Pfarrhaus in der Ortschaft Aignish auf der Halbinsel Eye auf der schottischen Hebrideninsel Lewis and Harris. 1971 wurde das Gebäude in die schottischen Denkmallisten in der Kategorie B aufgenommen.

## Beschreibung
Nachdem eine entsprechende gesetzliche Grundlage geschaffen worden war, entwarf Thomas Telford in den 1820er Jahren ein als Parliamentary Church bekanntes Standardmodell für Kirchengebäude sowie Pfarrhäuser im ländlichen Raum Schottlands. Auf den Äußeren Hebriden wurde dieses Modell mehrfach umgesetzt. Vorliegendes Pfarrhaus entstand nach einem der beiden Standardpläne Telfords.
Das alte Pfarrhaus steht abseits der A866, welche ab Stornoway die Halbinsel Eye anschließt, nahe der Ruine der spätmittelalterlichen St Columba’s Church am Südrand der Ortschaft Aignish. Die nordexponierte Hauptfassade des zweigeschossigen Gebäudes ist drei Achsen weit. Beide Giebelseiten schließen mit kurzen, bewalmten Ausluchten ab. In die Harl-verputzten Fassaden sind zwölfflächige Sprossenfenster eingelassen. Das abschließende Satteldach ist schiefergedeckt und mit giebelständigen Kaminen ausgeführt. An der Ostseite schließt sich ein umfriedeter Garten an, während sich rückwärtig eine Scheune befindet.